# بوولونه
بوولونه (به ایتالیایی: Bovolone) یک کومونه در ایتالیا است که در استان ورونا واقع شده‌است. بوولونه ۴۱٫۴ کیلومتر مربع مساحت و ۱۶٬۵۷۳ نفر جمعیت دارد و ۲۴ متر بالاتر از سطح دریا واقع شده‌است.

## خواهرخوانده
شهرهای شتادکن-لسهایم و سینای خواهرخوانده‌های بوولونه هستند.